# Motivació

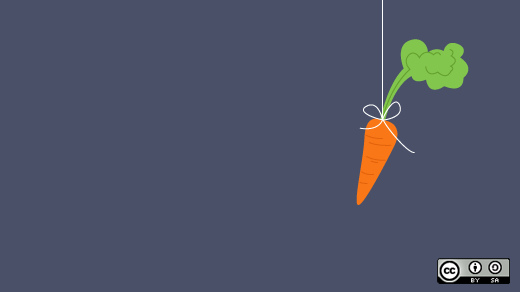
Exemple clàssic de motivació: la pastanaga i el pal (recompensa i càstig).

La motivació és la causa que explica una determinada conducta, sobretot el motiu pel qual una persona es comporta d'una manera o l'interès que la porta a intentar aconseguir algun objectiu. La motivació neix de les experiències anteriors, de la creença o expectativa sobre un fet futur i de les emocions associades a una tasca. Com que és un procés intern, no és directament observable, sinó que s'ha de jutjar per les accions o expressions del subjecte. Algunes de les motivacions més profundes es relacionen amb l'inconscient.
La motivació és una de les àrees d'estudi de la psicologia. Les seves aplicacions se centren en les esferes productives de la vida, l'educació i el treball, on l'individu ha de rendir i ha d'estar motivat per fer-ho. L'interès millora l'atenció, augmenta l'esforç i la productivitat, esmena errors més ràpidament i permet dedicar més temps a una tasca sense fatiga. Hi ha un grau de motivació anomenant gamificació.

## Graus de motivació
La motivació és sempre una escala, una persona està més o menys motivada per fer alguna cosa. El grau més baix és el rebuig actiu, que sorgeix de l'enuig o descontentament cap aquella activitat o situació. Després segueix l'amotivació o apatia. A continuació ve la motivació externa (per por al càstig o per voler una recompensa), la identificació progressiva amb les metes proposades i el grau més alt correspon a la motivació interna, quan els motius sorgeixen del propi jo.

## Tipus de motivació

Piràmide de Maslow

- Motivació primària: comprenen les necessitats bàsiques com són l'alimentació, allotjament...
- Motivació secundària: s'han d'adquirir i conèixer com són l'amistat, la llibertat, l'amor...

## Teories sobre la motivació
La motivació sorgeix per satisfer necessitats (si una persona té ganes de ser estimada, farà el possible per guanyar afecte dels altres i, per tant, estarà motivada per aconseguir-ho, per exemple). Abraham Maslow dividia les necessitats en una piràmide per explicar com en canviar les metes canvia la motivació. Una persona no està motivada per aconseguir allò que ja té o que dona per suposat.
David McClelland precisà que les metes més altes corresponen a necessitats psicològiques i són les més motivadores. Es redueixen a la necessitat d'èxit, de poder i de pertinença. La majoria d'emocions que experimenta el subjecte estan relacionades amb aquestes tres àrees bàsiques.
Martin Ford, per la seva banda, les agrupa en sis àrees: afectives (aconseguir el benestar, cercar la felicitat, entretenir-se, estar tranquil....), cognitives (comprendre l'entorn, curiositat….), d'organització subjectiva (necessitat de coherència interna, afany de transcendència...), autoassertives (sentir-se únic, exercir la llibertat, obtenir aprovació...), integradores (responsabilitat social, sentir-se part d'un grup....) i de tasca (dominar un exercici complicat, guanyar quelcom material...). Afirma que cada persona estableix una jerarquia entre els tipus de metes i necessitats i que es motiva per unes més que per les altres.

### La motivació intrínseca i extrínseca
La motivació pot estar dividida en dos teories diferents conegudes com la motivació intrínseca (interna o inherent) i la motivació extrínseca (externa).

#### La motivació intrínseca
La motivació intrínseca s'ha estudiat des de principis de 1970. La motivació intrínseca és l'auto-desig de buscar noves coses i nous reptes, per analitzar la capacitat d'un, per observar i adquirir coneixements. És impulsat per un interès o plaer en la tasca en si, i que hi ha dins de l'individu en lloc de dependre de les pressions externes o un desig per a la seva consideració. El fenomen de la motivació intrínseca es va reconèixer per primera vegada dins els estudis experimentals del comportament animal. En aquests estudis, era evident que els organismes podrien participar en comportaments impulsats lúdics i la curiositat per l'absència de recompensa. La motivació intrínseca és una tendència natural i és un element crític en el desenvolupament cognitiu, social i físic. Els estudiants que estan motivats intrínsecament són més propensos a participar en la tasca, així com treballar per millorar les seves habilitats, el que augmentarà les seves capacitats. Els estudiants són propensos a ser intrínsecament motivats si:
- Si tenen autonomia i poden atribuir-se els resultats educatius a factors que estan sota el seu propi control.
- Si creuen que tenen les habilitats per ser agents eficaços en l'assoliment dels seus objectius desitjats, també coneguts com les creences d'autoeficàcia.
- Si estan interessats en el domini d'un tema, no només en l'assoliment de bones qualificacions.

Un exemple de la motivació intrínseca és quan un empleat es converteix en un professional del món de la informàtica perquè ell o ella vol aprendre sobre com interactuen els usuaris d'ordinadors a les xarxes informàtiques. L'empleat té la motivació intrínseca per guanyar més coneixement. L'art per l'art és un exemple de la motivació intrínseca en el domini de l'art.
Molts sistemes moderns estan dissenyats per emfatitzar les motivacions intrínseques. Exemples de tals sistemes utilitzats principalment per complir amb les motivacions intrínseques dels usuaris, inclouen jocs en línia, mons virtuals, compres en línia, l'aprenentatge / educació, cites en línia, repositoris digitals de música, xarxes socials, la pornografia en línia, sistemes gamificats, i gamification general.
Avantatges: la motivació intrínseca pot ser de llarga durada i autosostenible. Els esforços per construir aquest tipus de motivació són generalment també els esforços en la promoció de l'aprenentatge dels estudiants. Tals esforços se centren sovint en les recompenses o càstigs.
Desavantatges: els esforços per fomentar la motivació intrínseca poden requerir una preparació especial i llarg. Els estudiants són individus, pel que poden necessitar una varietat d'enfocaments diferents per motivar els estudiants. Sovint és útil saber el que interessa als estudiants amb la finalitat de connectar aquests interessos amb el tema. Per a això és necessari conèixer als estudiants individualment.

#### La motivació extrínseca
La motivació extrínseca es refereix a la realització d'una activitat per tal d'assolir un resultat desitjat i és el contrari de la motivació intrínseca. La motivació extrínseca prové de les influències externes de l'individu. En la motivació extrínseca, la pregunta més difícil de respondre és d'on obtenen els individus la motivació suficient per continuar esforçant-se amb persistència. En general, la motivació extrínseca s'utilitza per assolir els resultats que una persona no podria obtenir de la motivació intrínseca. Motivacions extrínseques comunes són les recompenses (per exemple diners o títols) per mostrar el comportament desitjat, i l'amenaça de càstig després d'una mala conducta. La competència és un factor de motivació extrínseca, ja que anima a l'individu a guanyar i vèncer als altres, no simplement per gaudir de les recompenses intrínseques de l'activitat. Una multitud d'espectadors i el desig de guanyar un trofeu també són incentius extrínsecs.
La psicològica social ha indicat que les recompenses extrínseques poden conduir a una sobre justificació i una posterior reducció de la motivació intrínseca. En un estudi que demostra aquest efecte, els nens que esperen ser recompensats amb una cinta i una estrella d'or per fer dibuixos van passar menys temps jugant amb els materials de dibuix que uns altres nens que van ser assignats a una situació inesperada recompensa en observacions posteriors. No obstant això, un altre estudi va demostrar que estudiants de tercer grau que van ser recompensats amb un llibre de lectura van mostrar-se incentivats en vers la lectura posteriorment, el que implica que algunes recompenses no soscaven la motivació intrínseca. Mentre que la provisió de recompenses extrínseques podria reduir la conveniència d'una activitat, l'ús de restriccions extrínsecs, com l'amenaça de càstig, en contra de la realització d'una activitat realment s'ha trobat per augmentar el seu interès intrínsec en aquesta activitat. En un estudi, quan els nens se'ls va donar amenaces lleus en contra de jugar amb una joguina atractiva, es va trobar que l'amenaça en realitat va servir per augmentar l'interès de l'infant en la joguina.

## Elements per considerar en la motivació
La motivació es pot estudiar en quatre fases: el context, que forneix d'experiències al subjecte; el procés de cognició, que el fa percebre la situació d'una manera determinada; la creença que es crea sobre la situació o tasca i per acabar, la conducta que manifesta.
Del context s'ha de considerar l'experiència prèvia amb situacions similars, per exemple si un nen ha tingut un moment de diversió llegint és més probable que tingui ganes de tornar a llegir que si s'ha avorrit, encara que el llibre variï. També s'ha de considerar l'actitud de l'entorn sobre aquella activitat: un encoratjament actua com a reforçador, el subjecte tendeix a estar més motivat per accions considerades bones pel seu grup social per tal d'aconseguir l'afecte dels altres i d'ajustar-se al patró de valors imperant. No obstant això, en determinades situacions és justament la transgressió la que porta a actuar, com per exemple les conductes de risc dels adolescents. En aquest cas és la desaprovació i el desig de trencar la norma o diferenciar-se el que actua com a reforçador.
La ment llavors processa la informació disponible sobre la nova situació i la compara amb el conjunt de creences de què disposa. Aquestes creences tenen a veure amb l'autoconcepte (especialment sobre si es podrà realitzar exitosament o no determinada tasca en funció de les pròpies vàlues), les atribucions causals, els valors desitjables i l'escala de necessitats que experimenta el subjecte en aquell moment.
Aquests elements augmenten o disminueixen la motivació per la situació, que es manifesta en l'elecció d'activitat (es fa o no una cosa i es fa de determinada manera), l'esforç i persistència (hom tendeix a posar més interès i esforç quan està més motivat), la implicació emocional i el judici explícit sobre la tasca.

## Augmentar la motivació

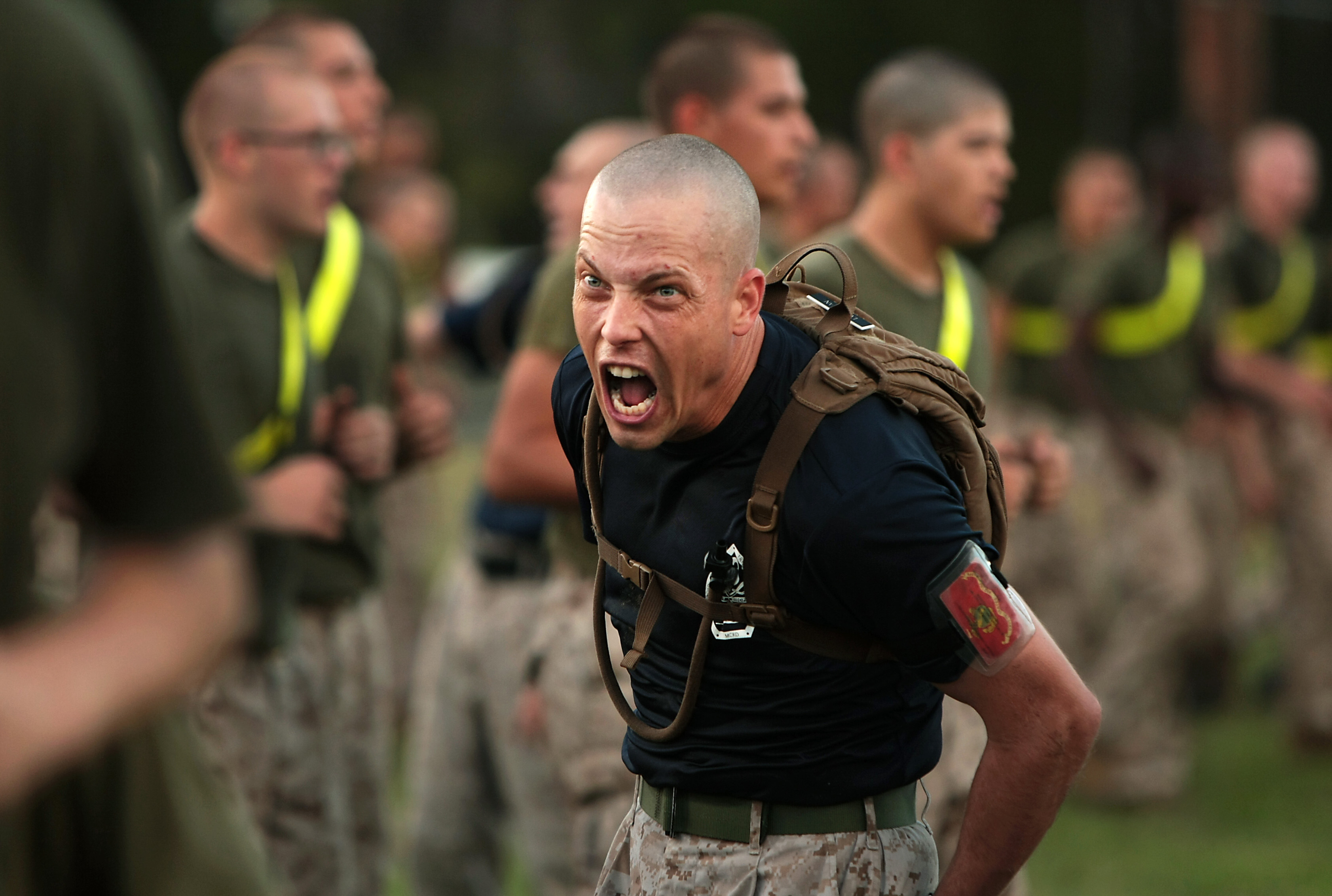
Motivació en un campament militar.

Algunes de les pautes per augmentar la motivació passen per:
- proporcionar experiències d'èxit o agradables relacionades amb la tasca
- examinar l'escala de necessitats i prioritats i focalitzar la situació per afavorir les que ocupin una posició més elevada en la consideració del subjecte
- establir un sistema de recompenses i càstigs (només quan la motivació és merament externa, ja que en cas contrari té l'efecte oposat) basats en aquestes necessitats
- potenciar els reforçadors de la conducta
- organitzar la feina per passos assequibles, de manera que complir la llista o agenda sigui un dels objectius
- permetre l'intercanvi de parers entre els membres de l'organització per compartir objectius i creences comunes
- deixar marge de llibertat amb pautes que possibilitin l'èxit